# Avesnes-lès-Bapaume

Avesnes-lès-Bapaume este o comună în departamentul Pas-de-Calais, Franța. În 1 ianuarie 2022 avea o populație de 170 de locuitori.